# RÚV (emittente televisiva)
RÚV, noto anche come Sjónvarpið, Ríkissjónvarpið o RÚV 1, è la principale emittente televisiva dell'azienda di teleradiodiffusione pubblica islandese Ríkisútvarpið.
Emittente free to air di stampo generalista, RÚV trasmette diverse tipologie di programmi di produzione islandese ma anche americana, britannica o provenienti da altri paesi nordici. Membro dell'Olympic Broadcasting Services, RÚV dispone anche dei diritti di trasmissione in Islanda del Campionato mondiale di calcio e del Campionato europeo di calcio così come cura il processo di selezione per il rappresentante islandese all'Eurovision Song Contest, programma che trasmette ininterrottamente dal 1970.